# 中条村 (埼玉県)
中条村（ちゅうじょうむら）は埼玉県の北部、北埼玉郡に属していた村。
全域に条里制の遺構を各地に遺す田園地帯。村名の由来でもある。
中条氏館跡の一部である天台宗常光院がある。
鉄道はないが、東武鉄道の東武バス（路線バス）の熊谷駅 - 上中条 - 葛和田線が今井・上中条地区を、熊谷駅 - 犬塚 - 羽生駅線が大塚地区を通過し、熊谷駅 - 妻沼・太田駅・西小泉駅線が小曽根地区の西端を通過し、村民の生活の足となっていた。

## 地理
- 河川：福川
- 荒川扇状地にあり、平坦な土地となって田んぼが広がり、稲と小麦の二毛作が行われていた。村域には中条堤があり隣接する秦村・妻沼町を挟んで反対側に流れる利根川の氾濫の影響をよく受けていた。

## 歴史
- 1889年（明治22年）4月1日 - 町村制施行に伴い、北埼玉郡上中条村（かみちゅうじょう）[2]、今井村（いまい）[3]、小曽根村（おぞね）[4]、大塚村（おおつか）が成立する[5]。
- 1909年（明治42年）8月14日 - 中条組合村（上中条村、今井村、小曽根村、大塚村）が合併し、中条村が発足する[6][7]。旧村は中条村の大字になる。
- 1954年（昭和29年）4月1日 - 熊谷市に編入して消滅[7]。大字は熊谷市に継承された。